# 鑽石山
座標: 北緯22度20分28秒 東経114度12分04秒 / 北緯22.34117度 東経114.20107度

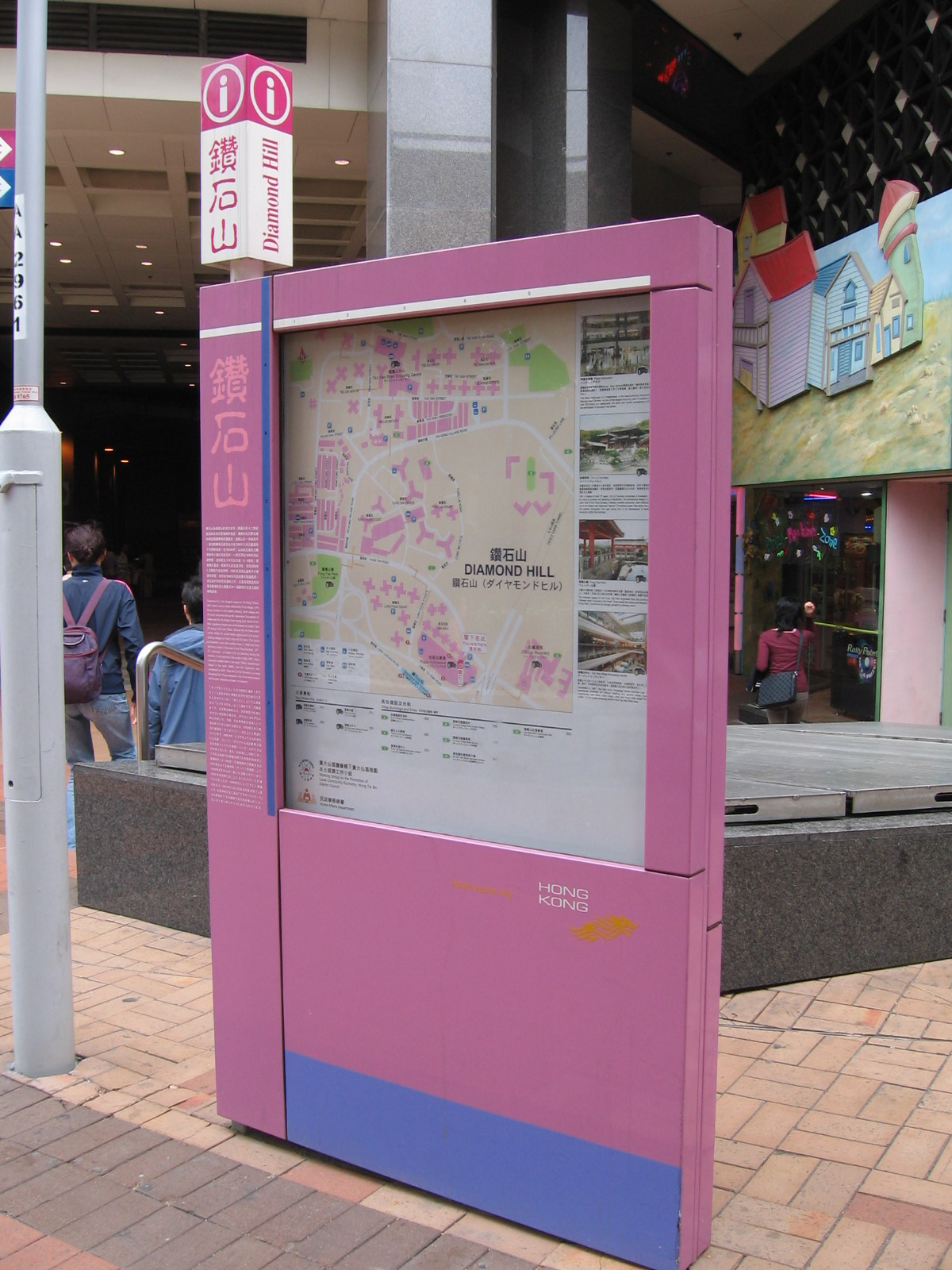
鑽石山旅行案内板

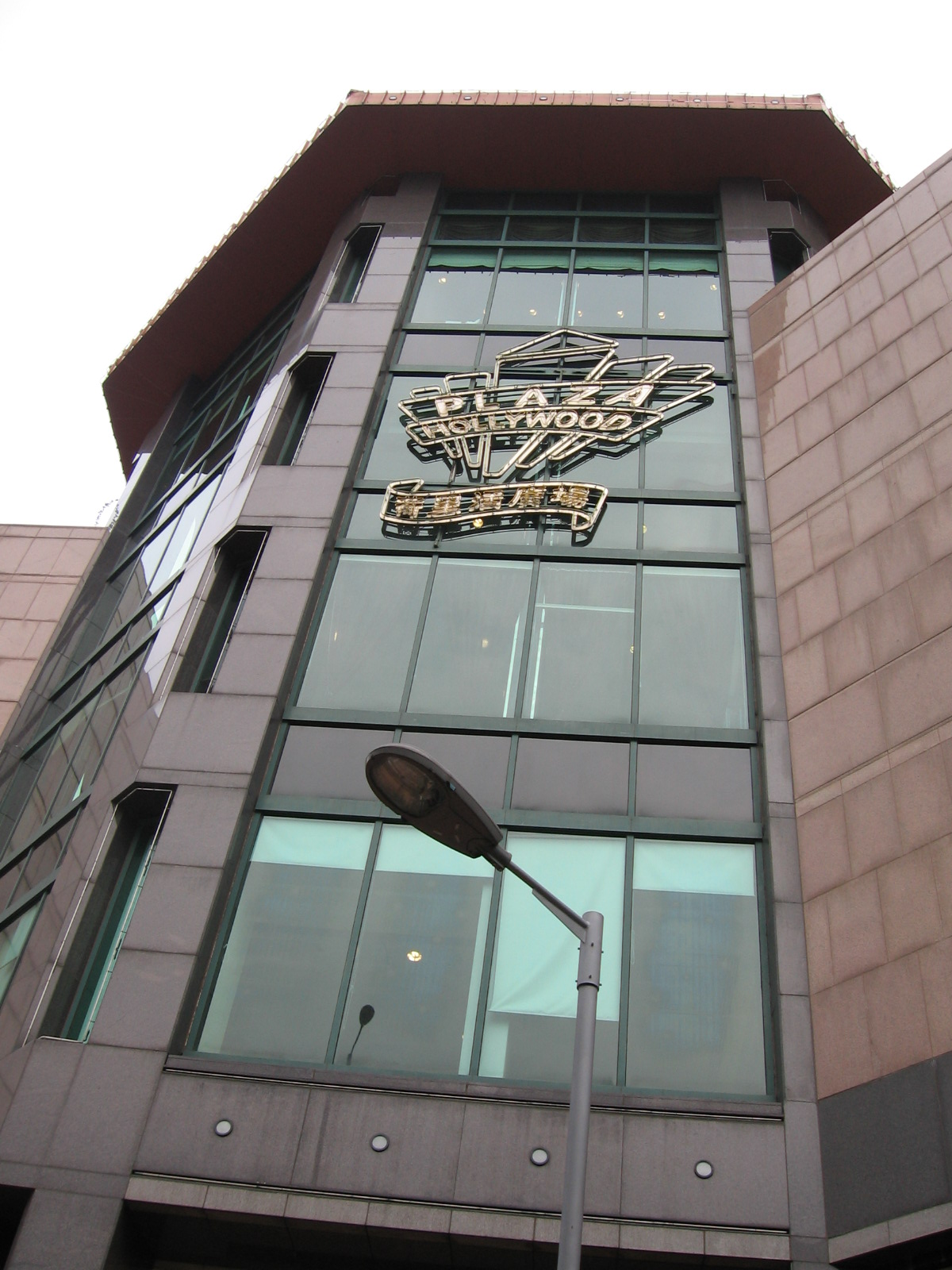
鑽石山荷里活広場

鑽石山（さんせきざん、英語: Diamond Hill、ダイヤモンドヒル）は、香港九龍中部の住宅及び商業地区である。
香港十八区で言うと、黄大仙区に属する。
もともとはバラックが広がる地区であった。このバラック地区は、ジャッキー・チェンが主演する映画の舞台として用いられたことがある。
その後高層住宅地としての開発が進んだ。現在はMTR観塘線の同名の駅があり、また駅前には荷里活広場（ハリウッドプラザ）というショッピングモールがある。
このハリウッドプラザには、九州に本社があるベスト電器（香港名：香港最好電器）が入っている。ハリウッドプラザの吹き抜けには、大画面テレビがあり、催し物なども行われる。
ここ鑽石山は、ひとつ山を越えた西貢・清水湾など西貢区方面の、バス交通の玄関口でもある。西貢・清水湾方面のバスは、ここを発着点としている。西貢の奥の地区は、ハイキングやバーベキュー、クルージングなど、レジャーのメッカでありここへ向かう人々が必ずといっていいほど通るのが鑽石山である。ここでMTRなどから、バスに乗り換えて行く場合が多い。それゆえ、休日となると、ここはリュックやピッケルなどを携えた人々でごった返す。
ここからは、また香港島鴨脷洲の家具店街「ホライズンプラザ」へ行く路線バスが運行している。